# Orchestre philharmonique de Tampere

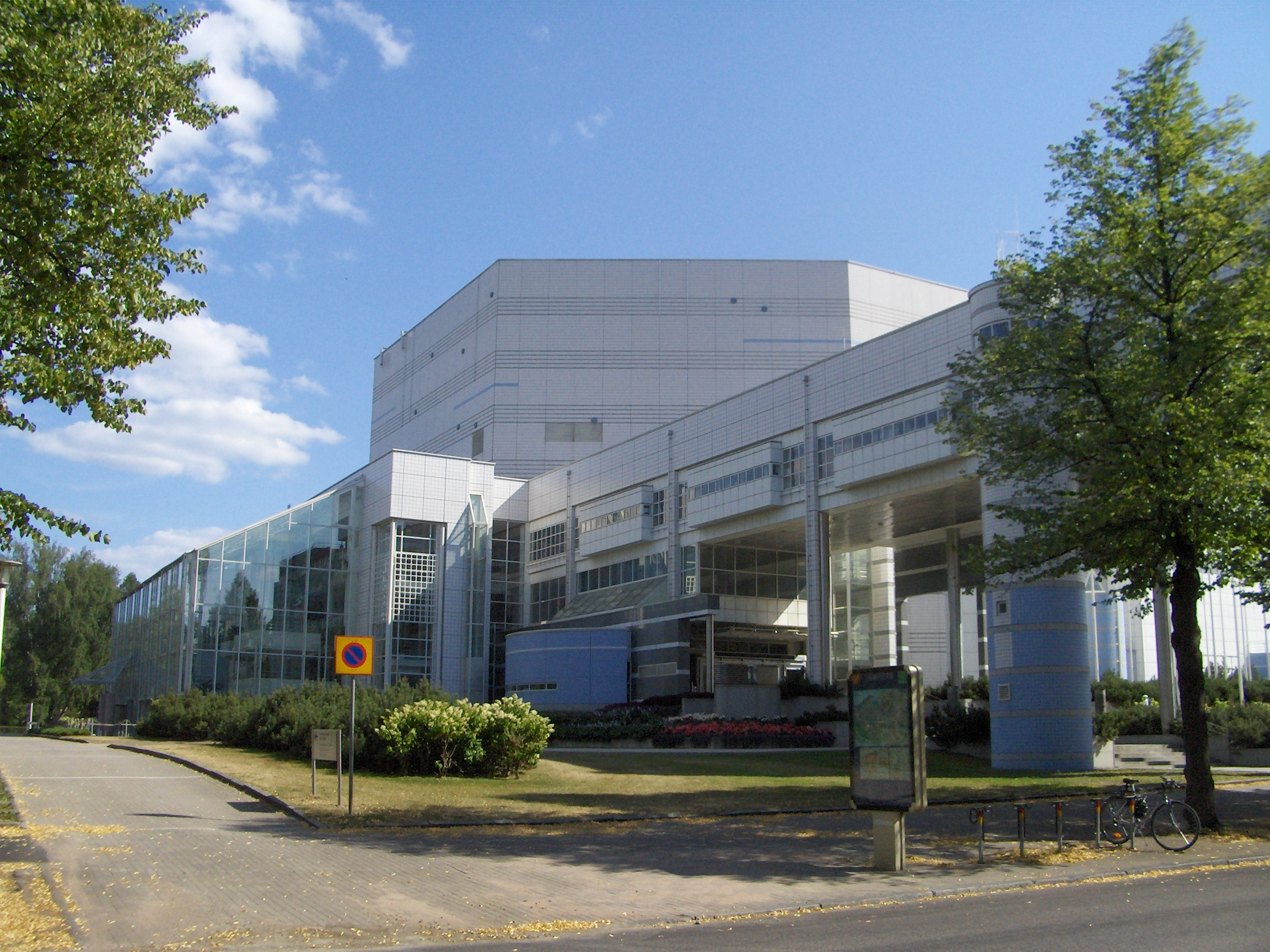
Tampere-talo le bâtiment d'accueil de l'orchestre

L'Orchestre philharmonique de Tampere (en finnois : Tampere Filharmonia) est un orchestre philharmonique finlandais basé à Tampere en Finlande,. 

## Historique
Fondé en 1930 et financé par la ville de Tampere depuis 1947, l'orchestre est basé dans le bâtiment Tampere-talo. L'orchestre collabore avec l'Opéra de Tampere et le ballet Tampere Ballet. L'orchestre participe régulièrement au festival de musique de la biennale de Tampere.
En 2022, Matthew Halls est nommé pour succéder à Santtu-Matias Rouvali comme chef d'orchestre principal de l'orchestre à compter de 2023, pour une durée de trois ans,.

## Chefs d'orchestre
- Elias Kiianmies (1929–1932)
- Eero Kosonen (1932–1968)
- Juhani Raiskinen (1968–1973)
- Jouko Saari (1973–1974)
- Paavo Rautio  (1974–1987)
- Atso Almila  (1987–1990)
- Ari Rasilainen (1989–1990)
- Leonid Grin (en) (1990–1994)
- Tuomas Ollila (1994–1998)
- Eri Klas  (1998–2006)
- John Storgårds  (2006–2009)
- Hannu Lintu (2009–2013)
- Santtu-Matias Rouvali (2013-2023)
- Matthew Halls (depuis 2023)